# 伊瓜特米
23°40′48″S 54°33′39″W / 23.68000°S 54.56083°W
伊瓜特米（葡萄牙語：Iguatemi），是巴西的城鎮，位於該國西部，由南馬托格羅索州負責管轄，始建於1965年5月8日，面積2,947平方公里，海拔高度342米，2011年人口14,972，人口密度每平方公里5.08人。